# ジャン＝バティスト・デュアメル
ジャン＝バティスト・デュアメル（Jean-Baptiste du HamelまたはDuhamel、1624年6月11日 - 1706年8月6日）はフランスの科学者、神学者である。フランス王立科学アカデミーの初代事務局長、コレージュ・ロワイエで哲学の教授を務めた。
カルヴァドス県のヴィレ (Vire) に生まれた。カーン、パリで学び18歳で三角法に関する著書Spheriquesを著した。オラトワール会の修道院で勉学を積み、聖職者となった。1666年にジャン＝バティスト・コルベールが科学アカデミーを創設すると事務局長に任命され、1698年にベルナール・フォントネルにその職を譲るまでその職を務めた。

## 著書
- De Meteoris et fossilibus (Paris, 1660)
- De consensu Veteris et Novae Philosophiae (Paris, 1663)
- De Corporis affectionibus (Paris, 1670)
- De mente humana (1672)などがある。